# Chuyến bay 814 của Indian Airlines
Chuyến bay 814 của Indian Airlines (thường gọi là IC 814) sử dụng một chiếc Airbus A300 trên hành trình từ Sân bay quốc tế Tribhuvan tại Kathmandu, Nepal đến Sân bay quốc tế Indira Gandhi tại Delhi, Ấn Độ vào ngày thứ Sáu, 24 tháng 12 năm 1999. Máy bay bị không tặc, thủ phạm bị cáo buộc là tổ chức Hồi giáo cực đoan Harkat-ul-Mujahideen có căn cứ tại Pakistan.
Máy bay bị bắt cóc không lâu sau khi tiến vào không phận Ấn Dộ, các phần tử không tặc ra lệnh cho máy bay phải bay đến một số địa điểm. Sau khi hạ xuống Amritsar, Lahore và Dubai, cuối cùng họ buộc máy bay hạ cánh tại Kandahar, Afghanistan đang do Taliban kiểm soát. Các phần tử không tặc phóng thích 27 trong số 176 hành khách tại Dubai.
Ban đầu, Taliban không cho phép máy bay hạ cánh tại đây, song cuối cùng cấp quyền hạ cánh và gây áp lực cho các phần tử không tặc phóng thích các con tin và từ bỏ một số trong những yêu cầu.
Động cơ của hành động không tặc có vẻ là nhằm tìm cách phóng thích các nhân vật Hồi giáo chủ nghĩa trong nhà tù tại Ấn Độ. Khủng hoảng con tin kéo dài trong bảy ngày và kết thúc sau khi Ấn Độ chấp thuận phóng thích ba chiến binh là Mushtaq Ahmed Zargar, Ahmed Omar Saeed Sheikh và Maulana Masood Azhar. Sau đó, các chiến binh này tham dự trong các hành động khủng bố khác như 9/11, bắt cóc và giết Daniel Pearl và các vụ tấn công khủng bố Mumbai.

## Không tặc
Tiếp viên trưởng Anil Sharma trên IC-814 sau này nhớ lại rằng một nam giới che mặt, đeo kính đe dọa cho nổ máy bay với một quả bom và lệnh cho Cơ trưởng Devi Sharan "bay về phía tây". Bốn nam giới khác mang mặt nạ đỏ sau đó đứng lên và chiếm giữ các vị trí trên khắp máy bay. Các phần tử không tặc cảnh báo Cơ trưởng Sharan chuyển hướng máy bay qua Lucknow và hướng đến Lahore. Tuy nhiên, máy bay không đủ nhiên liệu nên Cơ trưởng Sharan nói với các phần tử không tặc rằng họ phải hạ cánh tại Amritsar, Ấn Độ.
Tại Amritsar, Cơ trưởng Sharan yêu cầu tiếp nhiên liệu cho máy bay. Tuy nhiên, Nhóm xử trí khủng hoảng tại Delhi chỉ thị cho nhà chức trách Sân bay Amritsar phải đảm bảo rằng máy bay không di chuyển được. Các nhân viên vũ trang thuộc cảnh sát Punjab đã sẵn sàng hành động nhằm mục tiêu này, song họ không nhận được phê chuẩn từ New Delhi. Cuối cùng, một xe chở nhiên liệu được đưa đến và được chỉ thị chặn đường băng của máy bay. Khi xe chở dầu tiến gần đến máy bay, kiểm soát không lưu truyền tín hiệu cho người lái đi chậm lại, và xe chở dầu lập tức dừng lại. Các phần tử không tặc dấy lên nghi ngờ trước việc này, và họ buộc máy bay lập tức cất cánh, bất chấp khoảng giãn cách kiểm soát không lưu. Máy bay cách xe chở dầu chỉ vài feet. Một hành khách bị giết khoảng trong thời gian này, có vẻ là do không làm theo yêu cầu của các phần tử không tặc.
Do mức nhiên liệu cực kỳ thấp, máy bay hạ cánh khẩn cấp tại Lahore, Pakistan. Pakistan ban đầu bác bỏ yêu cầu, họ cũng đóng cửa các dịch vụ không lưu, do đó làm mù hữu hiệu toàn bộ không phận Pakistan đối với chuyến bay của Indian Airlines và tắt toàn bộ đèn tại Sân bay Lahore. Không được kiểm soát không lưu trợ giúp, Cơ trưởng Sharan nghiêng cánh máy bay theo hướng nhãn quan của mình và bắt đầu đi xuống nơi mà ông nghĩ là một đường băng, song nhận ra rằng đó là một tuyến đường bộ được chiếu sáng tốt và đủ thời gian hủy bỏ hạ cánh. Hiểu rằng lựa chọn duy nhất còn lại cho máy bay là lao xuống đất, Sân bay Lahore bật đèn và cho phép máy bay hạ cánh. Các nhân viên sân bay Lahore tiếp nhiên liệu cho máy bay và cho phép nó dời Lahore vào lúc 22:32 IST. Quan chức Pakistani bác bỏ yêu cầu của phi công được hạ tải một số hành khách là phụ nữ và trẻ em do nước này có quan hệ căng thẳng với Ấn Độ.
Máy bay cất cánh đến Dubai, tại đây 27 hành khách trên chuyến bay được phóng thích. Các phần tử không tặc cũng phóng thích một nam giới 25 tuổi bị thương nghiêm trọng tên là Rupan Katyal, anh bị họ đâm nhiều lần. Nạn nhân thực tế đã chết trước khi máy bay hạ cánh tại Sân bay quân sự Dubai. Nhà chức trách Ấn Độ muốn tiến hành một chiến dịch biệt kích tại Dubai với sự tham dự của sĩ quan quân sự Ấn Độ, song chính phủ UAE không đồng ý.
Sau khi máy bay hạ cánh tại Kandahar, nhà cầm quyền Taliban do muốn giành được công nhận quốc tế nên chấp thuận hợp tác với giới chức Ấn Độ và đóng vai trò nhà trung gian giữa các phần tử không tặc và chính phủ Ấn Độ. Do Ấn Độ không công nhận chế độ Taliban, họ phái một quan chức từ Cao ủy (đại sứ quán) của mình tại Islamabad đến Kandahar. Do Ấn Độ trước đó không có giao thiệp với chế độ Taliban nên quá trình đàm phán bị phức tạp.
Tuy nhiên, mục tiêu của Taliban bị nghi ngờ sau khi các chiến đấu cơ của họ bay quanh máy bay bị không tặc. Taliban duy trì lực lượng được triển khai nhằm ngăn cản các phần tử không tặc giết chết hoặc làm bị thương các con tin song một số nhà phân tích cho rằng điều này được thực hiện để ngăn cản một chiến dịch quân sự của Ấn Độ chống lại các phần tử không tặc.

### Đàm phán
- Maulana Masood Azhar – người sáng lập Jaish-e-Muhammed trở nên nổi tiếng với vai trò bị cáo buộc trong Vụ tấn công Quốc hội Ấn Độ năm 2001.[13][14]
- Ahmed Omar Saeed Sheikh – bị giới chức Pakistan bắt giữ vào năm 2002 do bắc cóc và giết hại nhà báo Daniel Pearl.[15][16]
- Mushtaq Ahmed Zargar – đóng vai trò tích cực kể từ khi được phóng thích trong huấn luyện các chiến binh Hồi giáo tại POK.[17]

Ahmed Omar Saeed Sheikh từng bị cầm tù do có liên hệ đến vụ bắt cóc các du khách phương Tây tại Ấn Độ năm 1994, đã giết hại Daniel Pearl và cũng bị cáo buộc đóng một vai trò quan trọng trong lập kế hoạch tấn công ngày 11 tháng 9 tại Hoa Kỳ.
Sau khi ba chiến binh này đổ bộ tại Kandahar, các con tin trên chuyến bay được trả tự do. Ngày 31 tháng 12 năm 1999, các con tin được trả tự do được chở về trên một máy bay đặc biệt.
Trong khi đó, Taliban cho các phần tử không tặc 10 giờ để dời Afghanistan. Năm tên không tặc dời đi cùng một con tin Taliban nhằm đảm bảo an toàn trên hành trình của họ và được tường thuật đã dời Afghanistan.
Pakistan bác bỏ bất kỳ chiến binh nào tại Pakistan, song sau đó họ phát hiện răng toàn bộ ba phần tử khủng bố Maulana Masood Azhar (sống tại Muzaffarabad, Pakistan), Ahmed Omar Saeed Sheikh (người bắt cóc và giết hại Daniel Pearl từ Lahore, Pakistan) và Mushtaq Ahmed Zargar (cũng sống tại Muzaffarabad, Pakistan) ở tại Pakistan.

## Hậu quả
Vụ việc được Cục Điều tra Trung ương Ấn Độ (CBI) điều tra, họ buộc tội 10 người và trong số đó 7 người bao gồm 5 phần tử không tặc vẫn đang lẩn trốn và ở tại Pakistan. Ngày 5 tháng 2 năm 2008, một tòa án đặc biệt kết án cả ba bị cáo có mặt là Abdul Latif, Yusuf Nepali và Dilip Kumar Bhujel án tù chung thân. Họ bị buộc tội trợ giúp các phần tử không tặc trong việc tìm hộ chiếu giả và đưa vũ khí lên khoang. Tuy nhiên, CBI chuyển sang Tòa án Cấp cao Punjab và Haryana yêu cầu án tử hình đối với Abdul Latif. Vụ tố tụng được đưa ra xét hỏi chính thức tại tòa án cấp cao trong tháng 9 năm 2012.
Ngày 13 tháng 9 năm 2012,  Cảnh sát Jammu và Kashmir bắt giữ nghi can khủng bố Mehrajuddin Dand, người bị cáo buộc cung cấp hỗ trợ hậu cần cho vụ không tặc IC-814 năm 1999. Ông bị cáo buộc cung cấp giấy thông hành cho các phần tử không tặc IC-814.
Cơ trưởng Devi Sharan thuật lại các sự kiện trong cuốn sách có tiêu đề 'Flight into Fear – A Captain's Story' (2000). Sách được viết với sự cộng tác của nhà báo Srinjoy Chowdhury.
Kỹ sư hàng không Anil K. Jaggia cũng viết một cuốn sách mô tả cụ thể về các sự kiện diễn ra trong thử thách không tặc. Sách của ông có tiêu đề 'IC 814 Hijacked!'. Saurabh Shukla cộng tác để viết sách
Yêu cầu của CBI về việc chuyển án tù chung thân đối với Abdul Latif sang án tử hình bị bác bỏ. Đơn xin giảm án của Abdul Latif khỏi mức tù chung thân cũng bị bác bỏ.